# Duivelsvoetstap

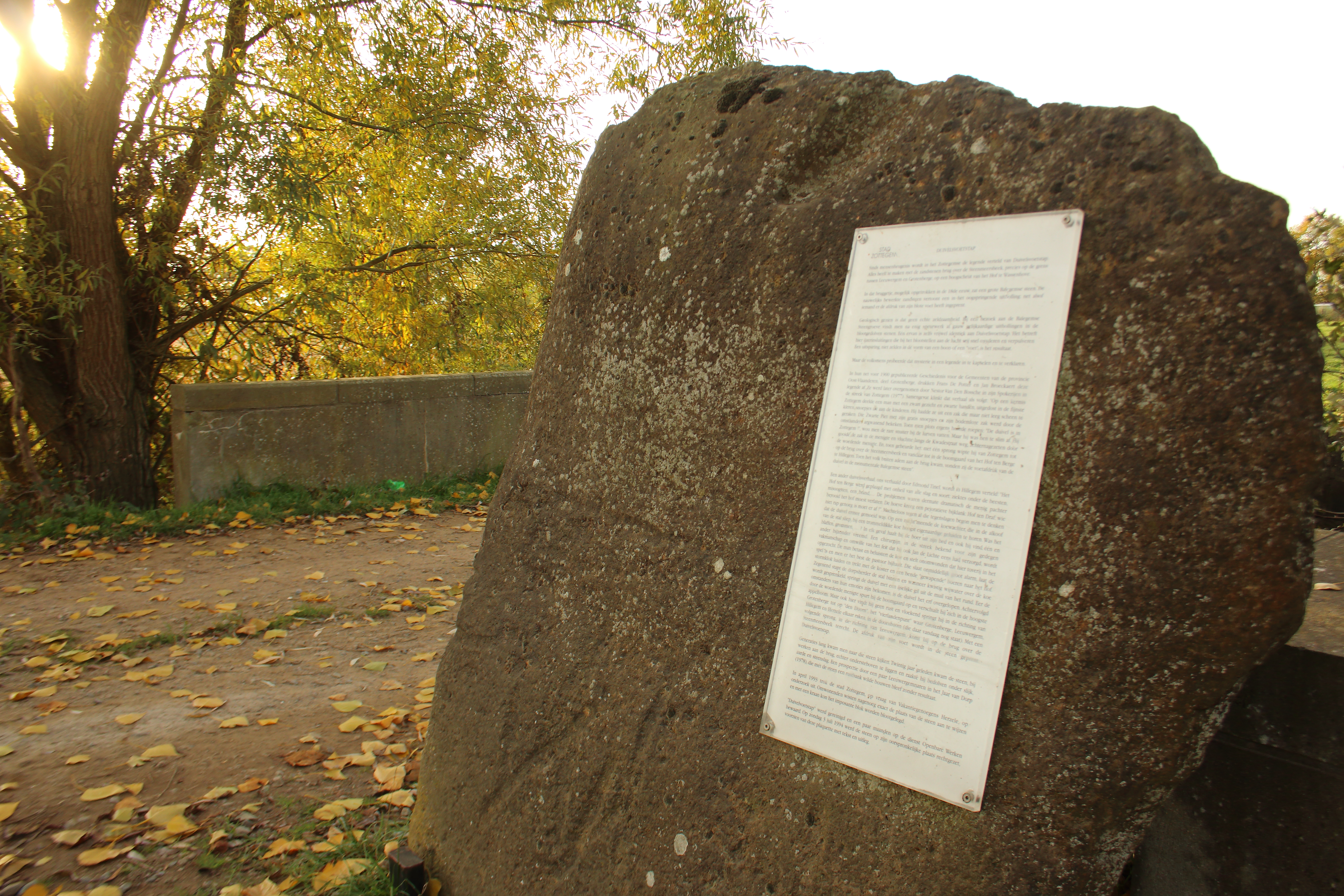
Het blok zandsteen met de 'Duivelsvoetstap'.

De Duivelsvoetstap is een voetvormige uitholling in een blok Balegemse steen in Leeuwergem (net op de grens met Grotenberge), deelgemeente van de Belgische stad Zottegem. Het blok zandsteen maakte deel uit van een bruggetje dat in de 18e eeuw werd opgetrokken over de Steenmeersbeek vlak bij het Hof te Wassenhove.

## In de cultuur en restauratie
Rond de vreemde uitholling in de vorm van een voet ontstonden verschillende duivelse legendes. Zo zou een mysterieuze figuur ooit snoep hebben uitgedeeld aan kinderen op de Zottegemse kermis uit een snoepzak die maar niet leeg raakte. Toen er werd verkondigd dat de duivel in Zottegem was opgedoken, vluchtte de man weg. In één sprong ging hij van het centrum tot op het bruggetje over de Steenmeersbeek en zo verder naar Hof Ten Berge in Hillegem. Toen de achtervolgende menigte bij het bruggetje kwam, merkten ze de duivelse voetstap op.
Generaties lang kwamen mensen naar de 'duivelsvoetstap' kijken. Bij werken aan het bruggetje kwam de steen omgekeerd te liggen en raakte hij bedolven. In 1993 werd (na onderzoek bij buurtbewoners op vraag van Vakantiegenoegens Herzele naar de exacte locatie van de steen) het blok met een kraan opgehesen. Op 3 april 1994 werd de gereinigde 'duivelsvoetstap' op de oorspronkelijke vindplaats teruggeplaatst.

## Afbeeldingen

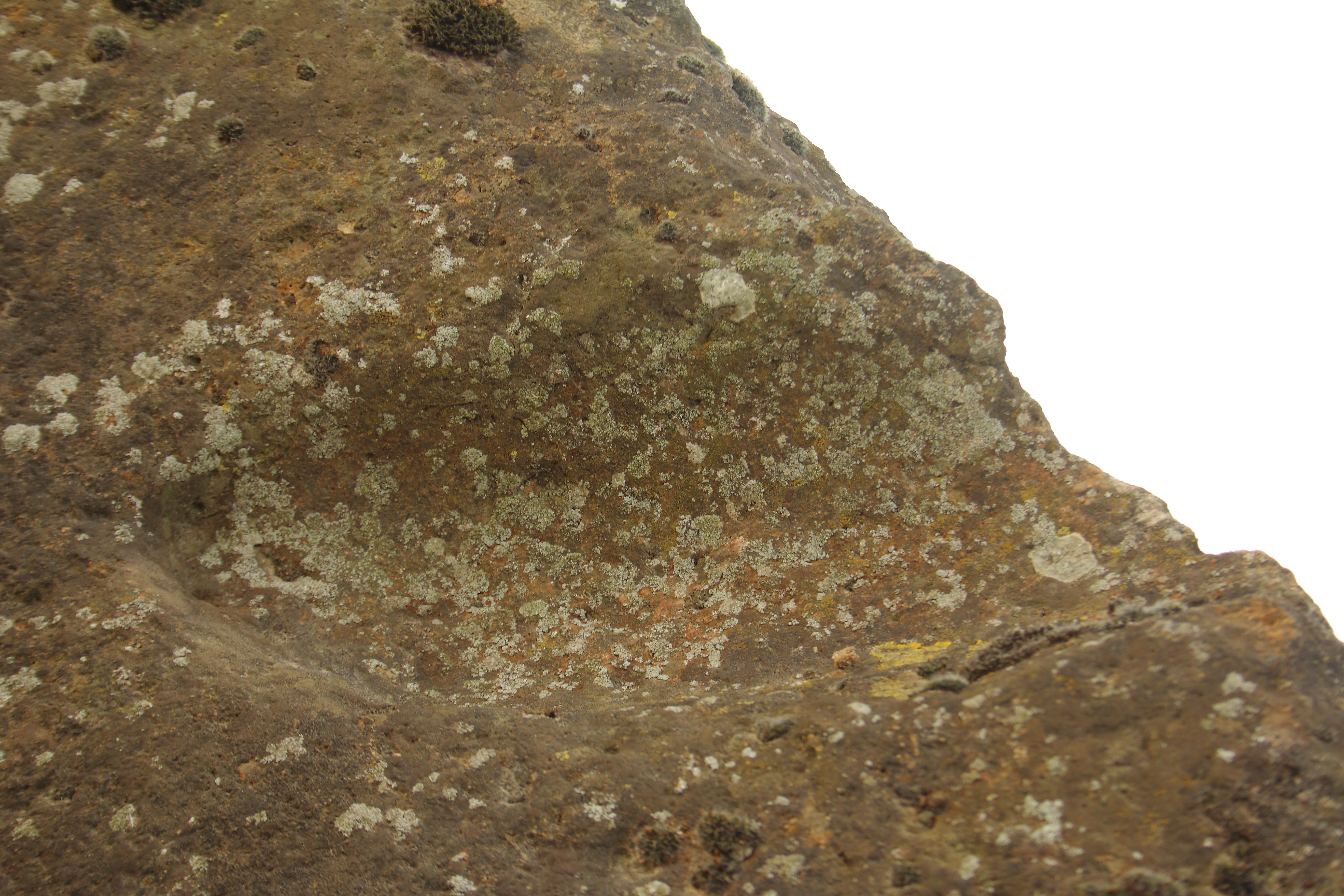
de voetvormige uitholling
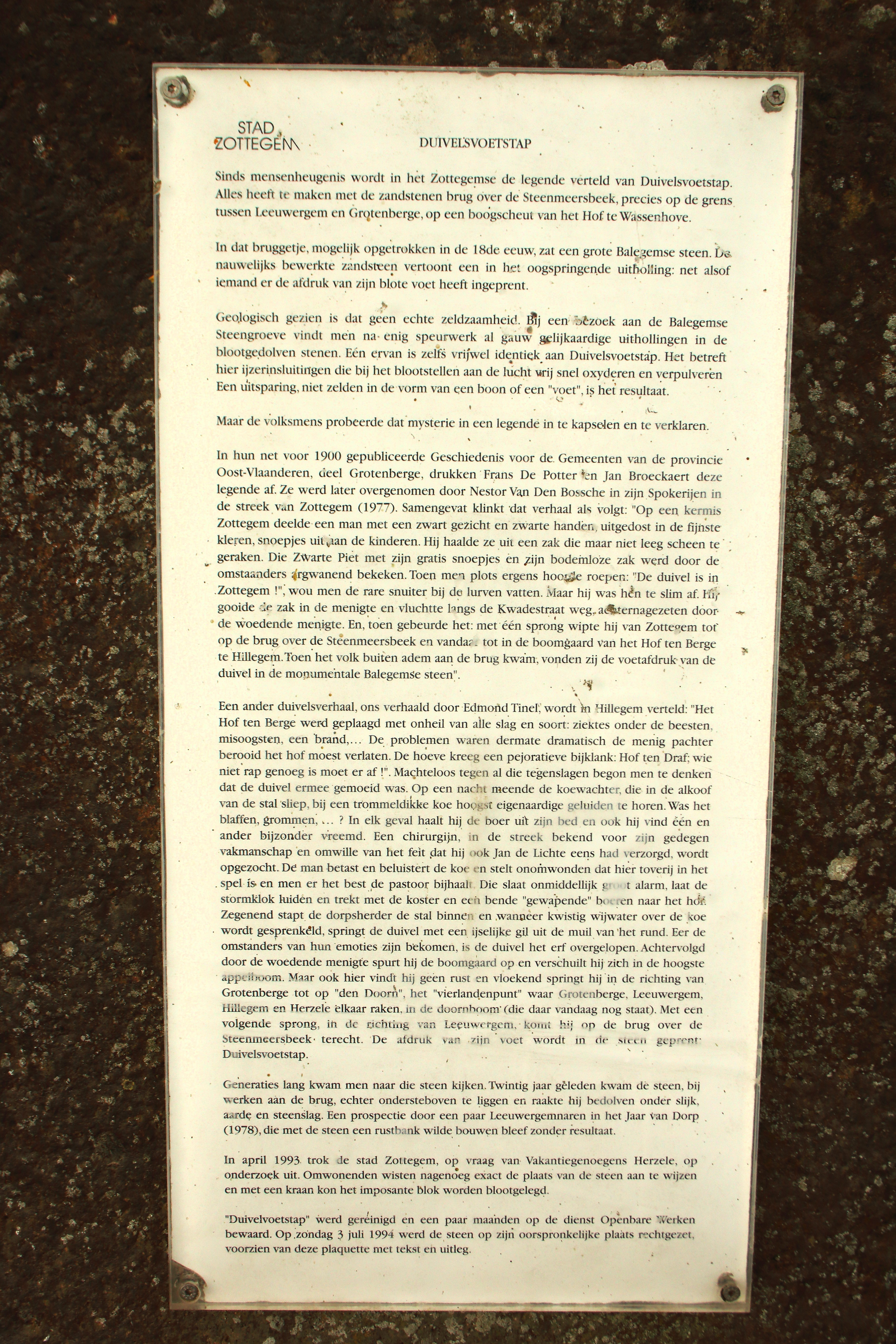
infoplaquette

## Trivia
- In de jaren 1990 bedachten enkele Zottegemse bakkers het 'duivelsvoetstapkoekje'.
- De legende diende in 2016 als basis voor de roman Duivelsvoetstap van schrijver Gunther Opdecam.[1]